# I peccatori
I peccatori (Sinners) è un film del 2025 scritto, diretto e co-prodotto da Ryan Coogler.
Il protagonista è Michael B. Jordan, in un doppio ruolo.

## Trama
Mississippi, 1932. Il giovane afroamericano Sammie Moore si avvicina barcollante verso la chiesa dove suo padre celebra la Messa. L'uomo chiede subito a suo figlio di abbandonare la musica e pentirsi. La vicenda si sposta quindi al giorno precedente.
Mattina. I cugini di Sammie Moore, il gagliardo Stack e l'irrequieto Smoke, gemelli omozigoti e veterani della prima guerra mondiale, tornano nel natio Mississippi dopo aver passato diversi anni nel mondo del crimine organizzato di Chicago e spiegano ai loro vecchi amici che neppure nelle grandi città gli afroamericani sono al sicuro dalla discriminazione razziale. Usando dei soldi rubati ai loro ex complici gangster, acquistano una segheria dal truce bianco Hogwood con l'intenzione di aprire un juke joint per la comunità nera locale. Reclutano immediatamente Sammie, molto bravo con la chitarra, insieme al pianista e armonicista Delta Slim e alla cantante Pearline; assumono poi l'ex moglie di Smoke, Annie, e due negozianti cinesi, Grace e Bo Chow, per il catering della serata inaugurale.
Pomeriggio. Stack si riunisce goffamente con la sua ex fidanzata Mary, una ragazza bianca di lontane origini afroamericane. Lei è sconvolta dal fatto che il giovane l'abbia abbandonata per andare al Nord e lui le sottolinea quanto sia poco pratico per una donna "bianca" sposare un uomo di colore. Smoke invece discute con Annie sul suo interesse per l'occulto: lei sostiene che i suoi rituali abbiano salvato i gemelli in tempo di guerra, ma Smoke affronta ciò con disillusione dalla morte della loro figlia.
Tramonto. Da qualche parte lontano dagli affari dei fratelli Moore, l'immigrato irlandese Remmick implora aiuto a due diffidenti membri del Ku Klux Klan Bert e Joan, per ottenere protezione da alcuni inseguitori indiani che lo hanno torturato, ma una volta al sicuro dentro casa li aggredisce e li trasforma in esseri soprannaturali, rivelandosi un vampiro. Gli indiani nativi Choctaw si rivelano essere cacciatori di creature soprannaturali e raggiunta la casa intuiscono di dover irrompere dentro, ma desistono e fuggono non appena il sole scompare all'orizzonte.
Sera. Il jukebar dei gemelli viene inaugurato e attira una folla gioiosa e spensierata. La musica suonata da Sammie ha effetti soprannaturali su Remmick, Bert e Joan che, curiosi, si fingono umani e si presentano al locale e offrono monete d'oro per entrare. Sebbene Smoke e Stack non accettano bianchi nel locale, Mary si offre di mediare con gli insoliti avventori: Remmick la trasforma in un vampiro. Tornata al bar, la ragazza seduce Stack e lo morde, uccidendolo. Smoke scopre la truculenta scena e le spara, ma Mary dimostra un'insolita resistenza ai colpi e scappa via senza essere rimasta minimamente ferita. Annie invita all'evacuazione del locale, ma ciò permette ai vampiri di aggredire tutti i clienti che escono in strada. Bo sfida la sorte per procurarsi un veicolo adatto alla fuga, ma viene trasformato anche lui. Stack si rianima come vampiro e Annie riesce a farlo fuggire usando come arma l'unico oggetto a disposizione sul momento, un contenitore con succo di aglio: la reazione del mostro le fa capire che hanno a che fare contro il vampirismo. Ora consci della natura del nemico, i "vivi" reperiscono armi improvvisate da attrezzature della segheria e Smoke ottiene un talismano mojo che sembra efficace. Le malefiche creature sembrano non poter entrare in un edificio di esseri umani senza essere ufficialmente invitate, quindi assediano il locale in attesa dell'occasione giusta; purtroppo i clienti aggrediti all'esterno sono diventati tutti dei vampiri a loro volta.  
Notte. Remmick cerca di raggiungere un accordo con i sopravvissuti, spiegando di volere solo Sammie: la sua musica è così bella che vuole renderlo immortale. É disposto a rendere tali anche tutti loro, affermando che tra i vampiri non esistono persecuzioni razziali. Avverte inoltre che al mattino verranno uccisi dal Ku Klux Klan: l'uomo che ha venduto la segheria, Hogwood, ne è addirittura il capo. I membri dello staff declinano l'offerta e Remmick si insinua nei pensieri di Grace minacciando di uccidere la figlia, rimasta sola e indifesa in città, e lei furiosa sfida ufficialmente i vampiri a combattere invitandoli nella segheria. Ora finalmente invitati ad entrare, assaltano il locale, sbaragliando la maggior parte del personale; nell'estenuante battaglia Smoke è costretto a uccidere Annie, morsa da una delle creature. Anche Delta si immola per la resistenza e perde la vita. Protetto dal talismano di Annie, Smoke sconfigge Stack e salva Sammie in extremis impalando Remmick. Sammie fugge verso la chiesa di suo papà.
Mattina. Il sole sorge e uccide i vampiri rimasti. Smoke, rimasto solo e provato dagli eventi della notte, si prepara ad affrontare i razzisti del Ku Klux Klan: riesce facilmente a sconfiggerli grazie all'esperienza di combattimento appresa nella grande guerra e con armi da fuoco che non aveva potuto raggiungere nella notte perché lasciate all'esterno della struttura. Rimasto gravemente ferito, ha una visione di Annie e della loro figlia perduta, poi muore. Sammie, raggiunta la chiesa del padre, rifiuta la richiesta di questi e, anziché abbandonare la musica, se ne va verso nord con la chitarra in mano.
1992. Sammie è un popolare musicista blues ormai avanti con l'età. Una sera gli immortali Stack e Mary gli fanno una visita a sorpresa: fisicamente rimasti giovani come sessant'anni prima, lui spiega che Smoke quella sera del 1932 lo aveva lasciato fuggire a condizione che lasciasse in pace lo stesso Sammie. I due offrono al musicista l'immortalità, ma lui la rifiuta ancora perché conscio di aver ormai fatto il suo tempo; accetta però di suonare una canzone per Stack, che non ha mai dimenticato quanto adorasse tale musica. Prima che i due se ne vadano, il musicista confessa che, sebbene abbia ancora incubi su quella sera, è stato anche il giorno più bello della sua vita. Stack è dello stesso parere, poiché è stata l'ultima volta che ha visto suo fratello e il sole, nonché l'unica volta in cui si è sentito veramente libero.
(Scena dopo i titoli di coda) 1932. Poco prima del ritorno di Stack e Smoke, Sammie è nella chiesa di suo padre a eseguire una toccante versione di This Little Light of Mine con la chitarra.

## Produzione
Nel gennaio 2024 è stato confermato che lo scrittore, regista e produttore Ryan Coogler stava lavorando ad un film tramite la sua casa di produzione Proximity Media, con il collaboratore di lunga data Michael B. Jordan nel ruolo principale. Dopo una guerra di offerte tra Sony Pictures, Warner Bros. Pictures e Universal Pictures, Warner Bros. si è aggiudicata i diritti di distribuzione del film.
Il film ha avuto un budget di circa 90 milioni di dollari.
Ad aprile 2024 sono stati aggiunti al cast Jack O'Connell, Delroy Lindo, Jayme Lawson, Wunmi Mosaku, Omar Benson Miller, Li Jun Li, Lola Kirke e Hailee Steinfeld. Ulteriori membri del cast furono annunciati a maggio 2024.
Le riprese principali sono iniziate a New Orleans il 14 aprile 2024, con il titolo provvisorio Grilled Cheese e sono termminate il 17 luglio.
Il film è stato girato in Ultra Panavision 70mm.

## Promozione
Nel settembre del 2024 viene proposto il primo trailer del film.

## Distribuzione
Il film è uscito nelle sale italiane il 17 aprile 2025 e in quelle nordamericane il giorno seguente.

### Edizione italiana
L'edizione italiana del film è stata curata dalla Warner Bros. Discovery Italia. La direzione del doppiaggio e i dialoghi sono curati da Roberto Gammino, assistito da Veronica Ruggiero, per conto della CDC Sefit Group che si è occupata anche della sonorizzazione.

## Accoglienza

### Incassi
Il film ha incassato 278578513 $ in Nord America e 87300000 $ nel resto del mondo, per un totale di 365878513 $. In Italia ha incassato 1287885 €.

### Critica
Su Rotten Tomatoes il film ha il 97% di recensioni positive, su Metacritic il voto medio di 55 critici è di 84/100.

## Riconoscimenti
- 2025 - Astra Midseason Movie Awards[22][23]
  - Miglior film
  - Miglior regia a Ryan Coogler
  - Miglior attore a Michael B. Jordan
  - Miglior attrice non protagonista a Hailee Steinfeld
  - Miglior attore non protagonista a Miles Caton
  - Miglior sceneggiatura a Ryan Coogler
  - Candidatura come miglior attrice non protagonista a Wunmi Mosaku